# 阿尔巴尼亚民主政府
阿尔巴尼亚民主政府是阿尔巴尼亚历史上的一个临时政府，成立于1944年10月20日，由民族解放运动创建，阿尔巴尼亚共产党总书记恩维尔·霍查任临时总理。该政府的成立为阿尔巴尼亚1940年—1944年的游击队抵抗运动落下了帷幕。同年11月28日，纳粹德国军队撤离阿尔巴尼亚；11月29日，阿尔巴尼亚完全解放。此后，阿尔巴尼亚民主政府接管国家权力。阿尔巴尼亚民主政府一直存在到1946年1月10日阿尔巴尼亚人民共和国成立。